# Lucca
 For alternative betydninger, se Lucca (flertydig). (Se også artikler, som begynder med Lucca)
Lucca er en by og comune i Toscana i Centralitalien med 88.798 (2023) indbyggere. Byen ligger ved floden Serchio i en frodig dal nær Det Tyrrhenske Hav. Den er hovedstaden i Provinsen Lucca. Byen er berømt for sin intakte bymur, som stammer fra renæssancen.

## Historie

### Oldtiden og middelalderen
Licca blev grundlagt af etruskerne (der er spor af en tidligere ligurisk bosættelse fra 200 f.v.t. kaldet Luk, der betyder marsk, hvorfra navnet Lucca stammer), og det blev en romersk koloni i 180 f.v.t. Det rektangulære gadenet i det historiske centrum af byen har bevaret det romerske gadenet, og Piazza San Michele ligger på stedet for oldtidens forum. Rester af amfiteatret kan stadig ses på Piazza dell'Anfiteatro.
Ved Luccakonferencen i år 56 f.v.t. genbekræftede Julius Cæsar, Pompejus og Marcus Licinius Crassus deres politiske allaince kendt som det Første Triumvirat.
Frediano, en irsk munk, var biskop af Lucca i begyndelsen af 500-tallet. På et tidspunkt blev Lucca plyndret af Odoaker, der var den førske germanske konge af Italien. Lucca var en vigtig by og fæstning selv i 500-tallet, hvor Narses belejrede den i adskillige måneder i 553. Under lombarderne var byen sæde for hertugen, der slog sine egne mønter. Volto Santo di Lucca, der er et stort relikvie, som efter sigende skulle være fremsillet af Nikodemus, ankom til byen i 742. Fra 700-900-tallet boede der en stor mængde jøder i byen, og deres samfund blev ledet af Kalonymos-familien (som på et tidspunkt emigrerede til Tyskland, hvor den blev en vigtig del af proto-Ashkenazijøderne). Lucca blomstrede under silkehandlen, der begyndte i 1000-tallet, og den blev en rival til silke fra Det Byzantinske Rige. I 900-tallet var Lucca hovedstaden for det feudale markgrevskab Toscana, der var mere eller mindre uafhængigt, men formelt var en vasal af den tysk-romerske kejser.

### Første republik
Efter Matilda af Toscanas død begyndte byen at konstituere sig selv som en uafhængig kommune , der fik charter i 1160. I næsten 500 år forblev Lucca en uafhængig republik. Der var mange mindre provinser i regionen mellem det sydlige Ligurien og det nordlige Toscana, der var domineret af Huset Malaspina; Toscana var på dette tidspunkt en del af det feudale Europa. Dante Alighieri tilbragte en del af sit eksil i Lucca, og hans værk Den guddommelige Komedie inkluderer referencer til de store feudale familier, der havde stor jurisdiktion med administrative og juridiske rettigheder.
I 1273 og igen i 1277 blev Lucca regeret af Guelferen og capitano del popolo (kaptajn af folket) ved navn Luchetto Gattilusio. I 1314 gjorde intern strid det muligt for Uguccione della Faggiuola fra Pisa at gøre sig selv til herre over Lucca. Befolkningen smed ham dog ud to år senere, og overdrog byen til en anden condottiero, Castruccio Castracani, under hvis styre Lucca blev en ledende bystat i Italien. Lucca konkurrerede med Firenze indtil Castracanis død i 1328. Den 22. og 23. september 1325 besejrede Castracani Firenzes guelfer under slaget ved Altopascio. For dette blev han nomineret af den tysk-romerske kejser Ludvig 4. til at blive hertug af Lucca. Castracanis grav findes i San Francesco-kirken. Hans biografi er Machiavellis tredje berømte bog om politisk styre.
I 1408 var Lucca vært for et konklave, der skulle afslutte skismaet i pavedømmet. Byen var besat af kejser Ludvigs tropper, og den blev solgt til en rig mand fra Genova, Gherardino Spinola, men den blev herefter erobret af kong Johan af Bøhmen. Lucca blev pantsat til Rossi af Parma, og blev herefter afstået til Mastino 2. della Scala af Verona, og solgt til Firenze, overgivet til Pizanerne og herefter befriet af kejser Karl 4. og styret af hans præster. Lucca formåede, først som demokrati og efter 1628 som oligarki, at bibeholde sin uafhængighed sammen med Republikken Venedig og Republikken Genova. Den malede ordet Libertas på sit banner frem til den franske revolution i 1789.

### Efter Napoleons erobring
Lucca havde været den næststørste italienske bystat (efter Venedig) der havde været uafhængig i de forgangne århundreder. I 1805 blev byen erobret af Napoleon, der indsatte sin søster og svoger (Elisa Bonaparte Baciocchi og Felice Pasquale Bacciocchi) som "fyrstinde og fyrste af Lucca". Parret blev separeret i 1805, og fra 1809 til 1814 var Elisa Bonaparte storhertuginde af Toscana.
Fra 1815 til 1847 var Lucca et hertugdømme regeret af Huset Bourbon-Parma, mens hertugdømmet Parma var overgået til Napoleons anden kone, Marie Louise af Østrig, for livstid. De eneste herskende hertuger af Lucca var Maria Luisa af Spanien, der blev efterfulgt af sin søn Karl i 1824. Ved Marie Louises død i 1847 overtog Karl i henhold til fredsaftalen i Wien (1815) igen hertugdømmet Parma, mens hertugdømmet Lucca mistede sin uafhængighed og blev annekteret ind i Storhertugdømmet Toscana. I forbindelse med Italiens samling blev Lucca som del af Toscana først en del af Kongeriget Sardinien i 1860, og endelige en del af det samlede Italien i 1861.

## Arkitektur

### Mure, gader og pladser
Lucca bymur der går rundt om den gamle bydel er intakt, og den blev bevaret selv da byen blev udvidet og moderniseret, hvilket er usædvanligt for byer i denne region. Den blev oprindeligt opført som en forsvarsstruktur, men da murene mistede deres militære funktion blev de et område hvor man kunne promenere, Passeggiata delle Mura Urbane, en gade på toppen af murene der forbinder bastionerne. Den går igennem bastionerne Santa Croce, San Frediano, San Martino, San Pietro/Battisti, San Salvatore, La Libertà/Cairoli, San Regolo, San Colombano, Santa Maria, San Paolino/Catalani og San Donato; og over portene San Donato, Santa Maria, San Jocopo, Elisa, San Pietro, and Sant'Anna. På hver af de fire primære dele af muren er der plantet forskellige træer.
Omkring bymidten går Piazzale Boccherini, Viale Lazzaro Papi, Viale Carlo Del Prete, Piazzale Martiri della Libertà, Via Batoni, Viale Agostino Marti, Viale G. Marconi (vide Guglielmo Marconi), Piazza Don A. Mei, Viale Pacini, Viale Giusti, Piazza Curtatone, Piazzale Ricasoli, Viale Ricasoli, Piazza Risorgimento (vide Risorgimento) og Viale Giosuè Carducci.
Byen rummer en række pladser, hvoraf den mest kendte er Piazza dell'Anfiteatro, hvor der lå et romersk amfiteater. Piazzale Verdi, Piazza Napoleone' og Piazza San Michele er også blandt byens kendte pladser.

### Paladser, villaer, huse og museer
- Palazzo Ducale: blev bygget oven på Castruccio Castracanis fæstning. Opførslen blev igangsat af Ammannati i 1577–1582, og fortsatte under Juvarra i 1700-tallet.
- Palazzo Pfanner
- Villa Garzoni, berømt for sin vandhave
- Casa di Puccini: Puccinis hus, der ligger tæt ved Torre del Lago, hvor der hvert år afholdes Puccini operafestival
- Torre delle Ore: ("Klokketårnet")
- Torre Guinigi og hus: panoramaudsigt over byen fra toppen af tårnet, hvor der vokser egetræ
- Museo nazionale di Villa Guinigi
- Museo Nazionale di Palazzo Mansi
- Orto Botanico Comunale di Lucca: botanisk have fra 1820
- Academy of Sciences (1584)
- Teatro del Giglio: operahus fra 1800-tallet

### Kirker
Der findes adskillige kirker i Lucca. Mange stammer fra middelalderen, og nogle få stammer helt tilbage fra 700-tallet.
- Duomo di San Martino: St Martins Katedral
- San Michele in Foro: Romansk kirke
- San Giusto: Romansk kirke
- Basilica di San Frediano
- Sant'Alessandro[8] et eksempel på middelalderlig klassicisme
- Santa Giulia: Lombardisk kirke der blev genopført i 1200-tallet
- San Michele: church at Antraccoli, grundlagt i 777. Den blev udvidet og genopbygget i 1100-tallet.
- San Giorgio kirke bygget i slutningen af 1100-tallet har et klokketårn i lombardisk-romansk stil. Kirken er bl.a. kendt for en meget stor prædikestol fra 1194 med fire søjler der står på løvefigurer.

## Kultur
Flere berømte komponister er blevet født i Lucca. Dette tæller Giacomo Puccini (La Bohème og Madama Butterfly), Nicalao Dorati, Francesco Geminiani, Gioseffo Guami, Luigi Boccherini og Alfredo Catalani. Kunstneren Benedetto Brandimarte er også født i Lucca.

### Museer
- Museo nazionale di Villa Guinigi
- Pinacoteca nazionale di palazzo Mansi
- Museo della cattedrale
- Orto botanico comunale di Lucca (1820)
- Lu.C.C.A. - Lucca Center of Contemporary Art (2009)
- Museo Casa Puccini
- Museo del Fumetto
- Museo del Risorgimento

### Begivenheder
Hvert år afholdes Lucca Summer Festival. I 2006 optrådte bl.a. Eric Clapton, Placebo, Massive Attack, Roger Waters, Tracy Chapman og Santana på Piazza Napoleone.
Lucca Comics and Games-festival er en af Europas største festivaler for tegneserier, film, computerspil og lignende.
Desuden afholdes Lucca Film Festival, Lucca Digital Photography Fest, Santa Croce-processionen den 13. september med kostumeklædte personer i gaderne og Lucca Jazz Donna

### Film og tv
Mauro Bologninis film Giovani mariti fra 1958 med Sylva Koscina foregår i Lucca, og blev ligeledes optaget i byen.
Det britiske bilprogram Top Gear optog i 2011 den anden episode af 17. sæson i byen. Her skulle de tre værter i hver deres hatchback finde ud af byen fra den centrale plads Piazza dell'Anfiteatro midt i byen.

### Venskabsbyer
Lucca er venskabsby med:
- Abingdon, Storbritannien
- Colmar, Frankrig
- Gogolin, Polen
- Schongau, Tyskland
- Sint-Niklaas, Belgien
- Buenos Aires, Argentina
- Gorinchem, Holland
- Lucca Sicula, Italien
- Panther's Contrade, Siena, Italien
- South San Francisco, USA

## Kendte personer fra Lucca
- Daniele Rugani, fodboldspiller
- St. Anselm of Lucca, (1036–1086), biskop af Lucca
- Giovanni Arnolfini, købmand og kunstmæcen
- Pompeo Batoni, maler
- Simone Bianchi, tegneserietegner[12]
- Luigi Boccherini, musiker og komponist
- Elisa Bonaparte, hersker over Lucca
- Giulio Carmassi, komponist
- Castruccio Castracani, hersker over Lucca (1316–1328)
- Alfredo Catalani, komponist
- Gusmano Cesaretti, fotograf og kunstner
- Mario Cipollini, cykelrytter
- Matteo Civitali, billedhugger
- Ivan Della Mea, singer-songwriter
- Theodor Döhler, komponist og pianist, boede i Lucca fra 1827–1829
- Ernesto Filippi, fodbolddommer
- Saint Frediano
- St. Gemma Galgani, mystisker og helgen
- Tejay van Garderen, cykelrytter
- Francesco Geminiani, musiker og kopmonist
- Giovanni Batista Giusti, cembalomager
- Agostino Giuntoli, natklubejer og entreprenør
- Gioseffo Guami, komponist
- Pave Lucius 3.
- Vincenzo Lunardi, luftfartspioner[13]
- Ludovico Marracci, præst og den første oversætter af koranen til latin
- Felice Matteucci, ingeniør
- Italo Meschi, harpeguitarist, digter, anarkist-pacifist
- Leo Nomellini, atlet
- Mario Pannunzio, journalist og politiker
- Marcello Pera, politiker og filosof
- Giacomo Puccini, komponist
- Eros Riccio, skakspiller
- Marco Rossi, fodboldspiller
- Renato Salvatori, skuespiller
- Carlo Sforza, diplomat og politiker
- Rinaldo og Ezilda Torre, grundlage Torani-sirupsproducenten i San Francisco med opskrifter fra deres hjemby Lucca
- Rolando Ugolini, atlet
- Giuseppe Ungaretti, digter
- Antonio Vallisneri, videnskabsmand
- Alfredo Volpi, maler
- Saint Zita